# Comuna Măldărești, Vâlcea
Măldărești este o comună în județul Vâlcea, Oltenia, România, formată din satele Măldăreștii de Jos, Măldărești (reședința), Roșoveni și Telechești.

## Nume
Legenda spune ca Tudor Maldăr, căpitan in armata lui Mihai Viteazul, cade în mâna hanului tătarilor, fiind luat ostatec. Fiica hanului se îndrăgostește de Tudor Maldăr. El reușește să scape din mâna tătarilor și, împreună cu fiica hanului, se stabilesc la Măldărești, unde (în sec. XVII) își clădesc căminul.

## Clădiri de interes cultural național
În comuna Măldărești este organizat „Complexul Muzeal Măldărești”, care cuprinde culele Greceanu și Duca, precum și casa memorială I. G. Duca. Complexul mai expune și elemente naturale specifice, cum sunt, de exemplu, trovanții.

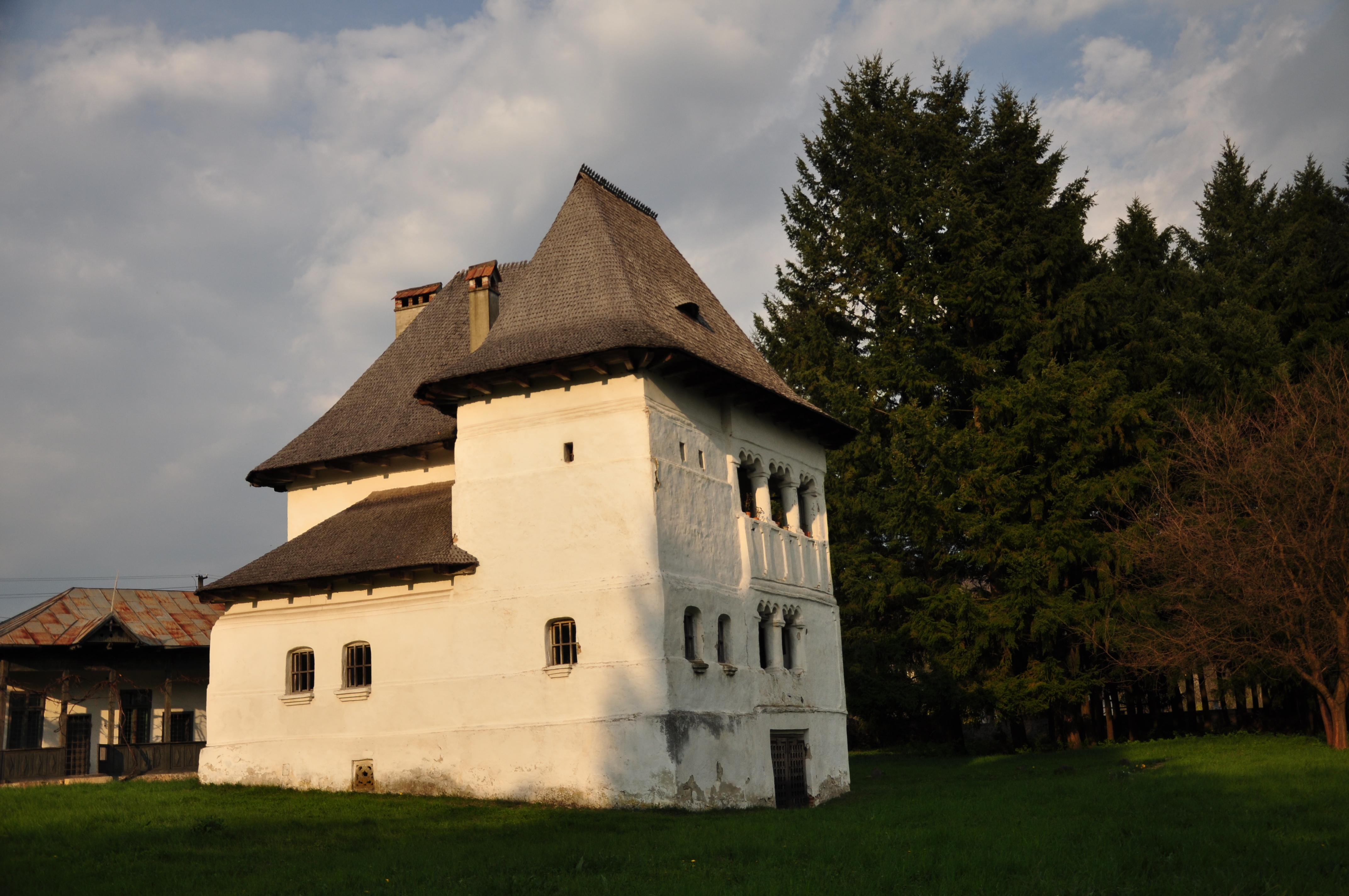
Cula Greceanu

Impunătoare prin masivitatea zidurilor, Cula Duca a fost construită în anul 1812 de Gheorghiță Măldărescu, chiar dacă din inscripția de pe peretele etajului se poate descifra anul 1827. Acesta este de fapt anul executării stucaturilor, decoruri care reprezintă o noutate pentru arhitectura culelor. În prezent, în imobil se încearcă organizarea unei expoziții permanente, care să păstreze în linii mari aceeași tendință de la începutul secolului. Cula Duca mai este încă înconjurată de zidul inițial. Este de dată mai recentă decât cula Greceanu și are o arhitectură unitară. În 1907, un urmaș al Măldăreștilor a vândut clădirea lui I.G. Duca și, 55 de ani mai târziu, văduva acestuia a donat-o statului. În anii ‘60, cula a fost complet restaurată și reamenajată. Aceasta are plan dreptunghiular cu un ieșind către vest, parter solid cu intrare unică și două etaje. Decorația exterioară a culei este alcătuită din șase panouri lunguiețe și un brâu puternic. În interior, ornamentele în stucatură a tavanelor și ferestrelor, cu motive diverse (personaje și animale fabuloase) constituie un element original. Merită menționate și sobele oarbe, tradiționale, ale acestei cule. Din complexul muzeal de la Măldărești, situat la 4 km de Horezu mai fac parte casa memorială I.G. Duca, construită în 1912 de omul politic liberal I.G. Duca pentru a fi folosită drept casă de vacanță și Cula Greceanu, cel mai vechi edificiu din cadrul complexului muzeal de la Măldărești. Aceasta a păstrat acest nume, deoarece a trecut în timp prin zestre de la familia Măldărescu la familia Greceanu. Venit în vizită la Horezu, prințul Charles, moștenitorul coroanei britanice, a fost atras de minunăția culelor de la Măldărești.
În 1973 Cula Greceanu a fost reprodusă pe un timbru poștal de 55 de bani (design: I. Untch, perforație 13 1/4), într-o serie cu alte clădiri monument istoric din România. Denumirea localității este transcrisă: „Măldărăști”.

## Demografie
Componența etnică a comunei Măldărești
     Români (95,39%)
     Alte etnii (4,61%)
Componența confesională a comunei Măldărești
     Ortodocși (93,53%)
     Alte religii (0,12%)
     Necunoscută (6,36%)
Conform recensământului efectuat în 2021, populația comunei Măldărești se ridică la 1.715 locuitori, în scădere față de recensământul anterior din 2011, când fuseseră înregistrați 1.809 locuitori. Majoritatea locuitorilor sunt români (95,39%). Din punct de vedere confesional, majoritatea locuitorilor sunt ortodocși (93,53%), iar pentru 6,36% nu se cunoaște apartenența confesională.

## Politică și administrație
Comuna Măldărești este administrată de un primar și un consiliu local compus din 11 consilieri. Primarul, Ion Bociog[*], de la Partidul Social Democrat, este în funcție din 2016. Începând cu alegerile locale din 2024, consiliul local are următoarea componență pe partide politice:
|  | Partid                          | Consilieri | Componența Consiliului | Componența Consiliului | Componența Consiliului | Componența Consiliului | Componența Consiliului | Componența Consiliului |
|  | ------------------------------- | ---------- | ---------------------- | ---------------------- | ---------------------- | ---------------------- | ---------------------- | ---------------------- |
|  | Partidul Social Democrat        | 6          |                        |                        |                        |                        |                        |                        |
|  | Partidul Național Liberal       | 3          |                        |                        |                        |                        |                        |                        |
|  | Alianța pentru Unirea Românilor | 1          |                        |                        |                        |                        |                        |                        |
|  | Uniunea Salvați România         | 1          |                        |                        |                        |                        |                        |                        |

## Personalități
- Constantin Ionete (1922 - 2011), economist, membru de onoare al Academiei Române.